# Křížová cesta (Chlum)
Křížová cesta v Chlumu u Lomnice nad Popelkou na Semilsku se nachází na vrchu Tábor přibližně dva kilometry jižně od centra města Lomnice. Je chráněna jako nemovitá kulturní památka České republiky.

## Historie
Křížová cesta byla vybudována roku 1898 mezi výklenkovou kaplí s plastikou Krista uzdravujícího nemocné, která stojí nad studánkou Křížovkou, a Božím hrobem poblíž barokního poutního kostela Proměnění Páně z roku 1704. Tvoří ji kaple nad studánkou, třináct cihlových výklenkových kapliček s reliéfem ve výklenku a Boží hrob jako čtrnácté zastavení.
Poutní místo vzniklo nad studánkou s údajně zázračnou vodou. Protože byla studánka znečišťována, rozhodli se továrníci Theodor Mastný a Václav Hornych zafinancovat vyzdění "Křížovky" a nad ní nechali postavit sochu Krista uzdravujícího. Model zhotovil profesor Stanislav Sucharda a sochu vytesal jeho otec v Nové Pace.
Výklenková kaple nad studánkou je zděná stavba s půdprysem obdélníka. Je vystavěna z pravidelně opracovaných pískovcových kvádrů a zastřešena kamennou sedlovou střechou. V čelním výklenku je umístěna plastika žehnajícího Boha Otce. Na kapli jsou různé ryté nápisy, jména donátorů, datum posvěcení a jméno stavitele kameníka Aloise Bílka z Újezda, Podhorní p.Konecchlumí. U sochy nad pramem začíná křížová cesta.
Jednotlivá zastavení jsou stavby z režného cihelného zdiva na pravidelných hranolových soklech z hrubozrnného červeného pískovce. Kapličky jsou kryté kamennými sedlovými stříškami. V jejich výklenku jsou reliefní litinové desky zobrazující jednotlivé výjevy Křížové cesty polychromované lomnickým kaplanem Knížkem. Každé zastavení má po pravé straně vyryto jméno donátora.
Na konci křížové cesty je čedičová kaple Božího hrobu a v ní dřevěná socha Krista od Ferdinanda Stuflessera z Tyrol.
Křížová cesta byla vysvěcena 22. srpna 1898. Ještě v první polovině 20. století se v hojném počtu konala pouť ve Svatodušní pondělí a v neděli po Proměnění Krista Páně. V letech 1995 – 2000 proběhla oprava poutního místa.

## Galerie

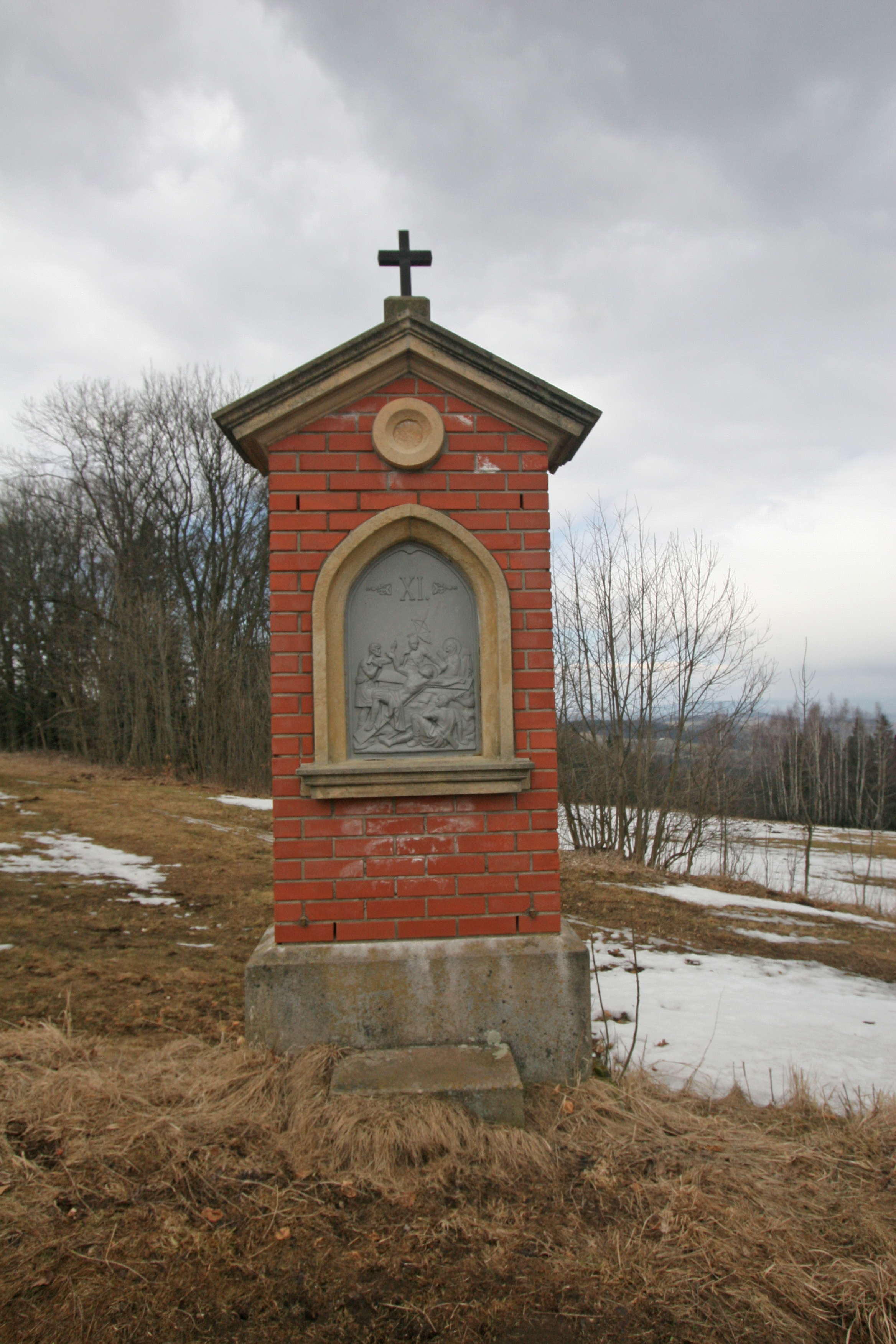
Zastavení křížové cesty v Chlumu u Lomnice nad Popelkou
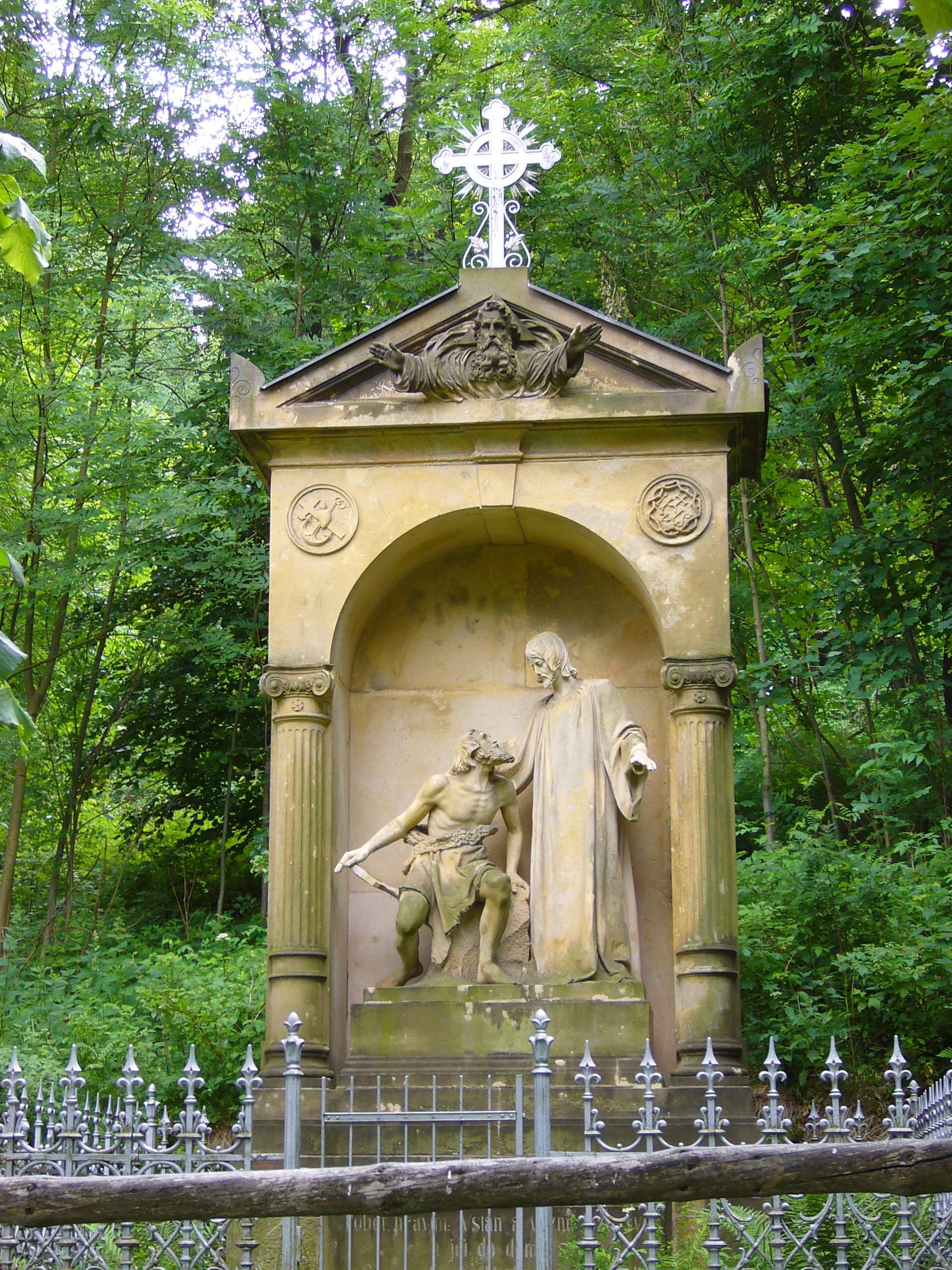
Výklenková kaple nad pramenem s plastikou Krista uzdravujícího od profesora Stanislava Suchardy